# Peplidium
Peplidium é um género botânico pertencente à família Phrymaceae.

## Espécies
| - Peplidium aithocheilum - Peplidium capense - Peplidium diandrum - Peplidium foecundum | - Peplidium humifusum - Peplidium maritimum - Peplidium muelleri |